# Tréal
Tréal [tʁeal] (bretonsky Teria) je francouzská obec v departementu Morbihan v regionu Bretaň.

## Vývoj počtu obyvatel
Počet obyvatel

## Pamětihodnosti
- kaple
- Château du Pré-Clos, který byl během Velké francouzské revoluce jedním z center šlechtické kontrarevoluce